# Rosie Huntington-Whiteley
Rosie Alice Huntington-Whiteley (Plymouth, Inglaterra, 18 de abril de 1987) es una modelo, actriz y diseñadora de moda británica, más conocida por su trabajo con las marcas Victoria's Secret y Burberry.
Además de su carrera como modelo, Huntington-Whiteley también es una actriz ocasional. Su debut en el cine fue con el papel de Carly Spencer en la película de 2011 Transformers: el lado oscuro de la luna, tercera entrega de la serie cinematográfica de Transformers. En 2012 incursionó también en el diseño de indumentaria y lanzó su propia colección de lencería femenina para la empresa Marks & Spencer. La línea gozó de un buen rendimiento comercial, triplicando los niveles de ventas esperados.

## Biografía

### Primeros años
Rosie Huntington-Whiteley nació en el 18 de abril de 1987 en el Hospital Freedom Fields, en Plymouth, Devon, Inglaterra. Su madre Fiona née Jackson es una instructora de fitness, y su padre Charles Andrew Huntington-Whiteley se desempeña como agrimensor colegiado. Es la mayor de tres hermanos; la suceden Toby (nacido en 1990) y Florence (1993). Su bisabuelo por vía paterna, Eric Huntington-Whiteley era a su vez el hijo del político 1.er Baronet Sir Herbert Huntington-Whiteley. Eric se casó con Enid Kohn, quien provenía de una familia judeo-polaca que había emigrado a Gran Bretaña en la década de 1870. La abuela paterna de Rosie, Gillian, también tenía raíces judías; era la hija de Jacob Franks, un cirujano prominente de Sussex.
Huntington-Whiteley se crio en la granja orgánica de su familia cerca de Tavistock, y cursó sus estudios secundarios en el Tavistock College; durante ese lapso confesó que sufrió acoso escolar por portar un doble apellido, por el tamaño de su busto y el de sus labios.

## Trayectoria profesional

### Modelo
En 2002 y con 15 años de edad Huntington-Whiteley comenzó a buscar pasantías en distintas agencias de modelos locales mientras cursaba en el Tavistock Collegue para obtener el Certificado General de Educación Secundaria. Tuvo su primera oferta en la agencia internacional de modelos Profile Model Management, con base en West End, Londres, que la contrató profesionalmente en 2003. Modeló cerca de un año en circuitos londinenses hasta lograr su primer trabajo internacional en enero de 2004, cuando viajó a Nueva York para una sesión de fotos de Teen Vogue. Ese mismo año también participó de su primer desfile junto a figuras como Naomi Campbell. Su primera portada de una revista internacional fue en mayo de 2005 para Vogue Nippon, edición de Vogue para Japón.
En 2006, tres años después de su debut en el modelaje, expertos en la moda[¿quién?] tildaron a Huntington-Whiteley de ser «la próxima Kate Moss». Asimismo ese año fue elegida como una de las cinco modelos internacionales «para estar pendiente» en los próximos doce meses. Las comparaciones con la supermodelo británica Kate Moss aumentaron en los siguientes años; en enero de 2011 en una entrevista con la revista española DT, Huntington-Whiteley expresó «no me importa que me comparen con Kate Moss. Creo que ella es la mejor embajadora de la moda británica».
A la edad de veintiún años firmó su primer contrato con la marca británica Burberry, hecho que contribuyó significativamente a su popularidad. Terminó de forjar una carrera internacional cuando comenzó a desfilar para Victoria's Secret en 2006. Hasta 2010 fue la única británica en ocupar el rol de «ángel» en el Victoria's Secret Fashion Show, el desfile anual de la marca.
Fue portada de la española DT en enero de 2011. En julio de ese mismo año fue la imagen del primer perfume de Burberry, Body; la campaña contó con una publicidad para televisión filmada por Mario Testino bajo la dirección de Christopher Bailey, y en ella se la pudo ver vistiendo solo una gabardina y probarse la fragancia. Previamente se habían dado a conocer fragmentos de la secuencia de filmación detrás de cámara. Para complementar la promoción la marca creó una colección cápsula de tres sacos de gabardina que modeló la británica Cara Delevingne.
Apareció en la portada de la revista de octubre de 2013 de Harpers Bazaar.En 2013, fue una de las diez figuras vinculadas a la moda más buscadas en Google Gran Bretaña.
El diseñador Prabal Gurung la escogió para protagonizar su campaña de otoño de julio de 2014. Gurung, quien la conocía desde su trabajo con Bill Blass[¿cuándo?], dijo que la escogió debido a que no se limitó al modelaje e incursionó previamente en distintas industrias. La serie de fotografías está ambientada con estructuras «montañosas» construidas por Gerard Santos y en ella Huntington-Whiteley ocupa el lugar frontal. La imagen que proyecta ha sido descrita como «surreal» por el sitio web Fashion Times.
Huntington figura como una de las modelos mejor pagadas del mundo por la revista Forbes desde el año 2016 con unos ingresos superiores a los 9 millones de dólares. En 2018, impulsó su línea de lencería lanzando su propia línea de cosméticos conocida como Rosie INC. Ese mismo año, formó parte del selecto grupo de modelos consideradas como las más hermosas del mundo por la revista Maxim.

### Actriz

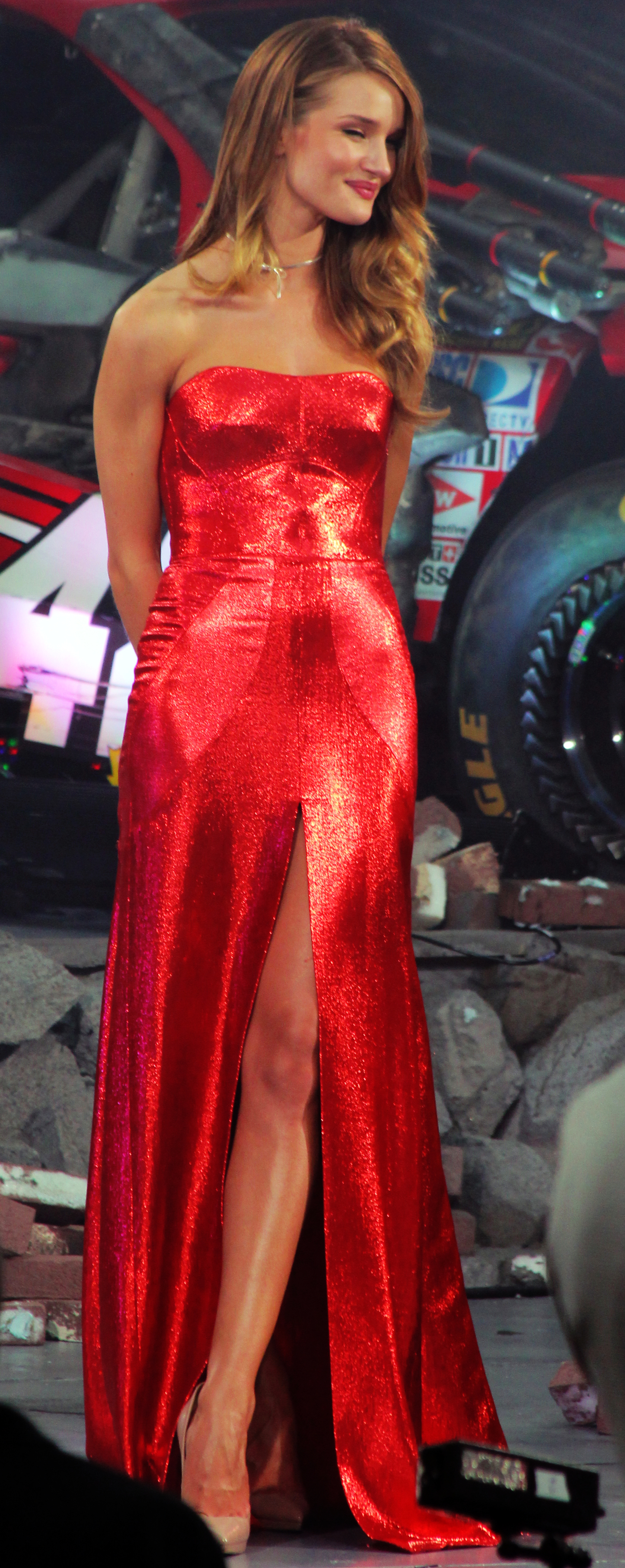
Huntington-Whiteley en el estreno de Transformers: el lado oscuro de la luna en 2011

El mayo de 2010 Huntington-Whiteley grabó la tercera película de la serie de Transformers, Transformers: el lado oscuro de la luna. En el filme encarnó a Carly Spencer, nueva pareja sentimental de Sam Witwicky, personificado por Shia LaBeouf, en reemplazo de Megan Fox y su personaje Mikaela Banes. Previamente la modelo había trabajado con el director de la saga Michael Bay en una publicidad de Victoria's Secret, pero no contaba con experiencia profesional en el rubro. Antes de que la película se diera a conocer recibió algunos reconocimientos; La Asociación Nacional de Dueños de Cines le otorgó el Premio a la estrella femenina del mañana en los galardones CinemaCon de 2011, y el sitio web NextMovie.com, propiedad de MTV Networks, la incluyó en una lista de las veinticinco nuevas estrellas de cine de interés de 2011. Victoria's Secret también confeccionó un video felicitando a su empleada por su rol en la película.
Tras el estreno el 29 de junio de 2011, sin embargo, su actuación atrajo mayormente comentarios negativos de los medios de prensa y críticos de cine. Peter Travers aseguró que la pareja con LaBeouf «no podría ser más aburrida»; el Chicago Tribune planteó dudas respecto a la relevancia del papel que interpretó, resumiendo «no tiene una función en particular, salvo estar constantemente en peligro y (en dos escenas hilarantes) quedarse mirando fijo el espacio pensativamente como dándose cuenta de algo»; Total Film condenó su trabajo y aseguró «Huntington-Whiteley es tan mala, que, de hecho, hace a sus co-estrellas malas también». Travers, la revista Empire y Jason Solomons de The Observer criticaron especialmente la primera escena del filme donde se introduce el personaje de Carly Spencer, con un primer plano de sus glúteos desnudos. Solomons también se refirió peyorativamente al acento inglés de la actriz, que resaltó entre sus pares estadounidenses. En una crítica positiva, Drew McWeeny para Hit Fix dijo que «resultó ser una personalidad ganadora en la pantalla, encantadora y dulce». La comparó favorablemente con Cameron Diaz en la película La máscara, y concluyó «estuvo a la altura del reto».
Por esta película también recibió tres nominaciones a los Premios Razzie, galardones que condenan los peores desempeños en el cine, en las categorías peor actriz de reparto, peor pareja (junto a LaBeouf) y peor reparto (compartido con todo el elenco).

### Diseñadora de moda
En 2012 colaboró en la creación de la línea de lencería Rosie for Autograph para el fabricante británico Marks & Spencer. Inspirada en la moda los años 20 y su «opulenta elegancia», contó con treinta y tres piezas, entre las que se incluyó además un kimono floral. Gozó de un buen rendimiento comercial y se convirtió en la colección de lencería de la marca que más rápido se vendió en su historia, triplicando los niveles de ventas esperados y casi agotando existencias el mismo día de su lanzamiento.
La modelo describió su primera experiencia en el diseño como «un sueño hecho realidad» y en una entrevista con la revista Vogue confesó que, inicialmente, su objetivo era convertirse en diseñadora de indumentaria, luego de que el modelaje le sirviera como plataforma para conocer la industria y a diseñadores consagrados.
En diciembre de 2013 se anunció una nueva colección de lencería femenina de Marks & Spencer con el sello de Huntington-Whiteley, que se lanzó finalmente al mercado el 10 de enero de 2014. La línea pensada para el Día de San Valentín estaba hecha de seda de colores pasteles, e incluía piezas con frunces o volados y estampas florales. Más tarde se adicionaron babydolls, camisones y otras prendas para dormir para hacer viable la colección para la primavera boreal.
En 2014 trabajó para la marca Paige Denim y colaboró en el diseño de pantalones vaqueros. La fundadora de la compañía, la exmodelo Paige Adams-Geller conoció a Huntington-Whiteley en un evento en Nueva York y la citó como una inspiración para varias colecciones de ropa desde aquel encuentro. Se espera que la modelo protagonice dos campañas de temporada de esta marca en 2015.

## Vida personal
Actualmente se encuentra en una relación con el actor de cine británico Jason Statham desde 2010. En enero de 2016, su representante confirmó que se habían comprometido. El 24 de junio de 2017 la pareja dio la bienvenida a su primer hijo, al que bautizaron con el nombre de Jack Oscar Statham. Este hecho fue anunciado por la modelo mediante sus redes sociales.
El 19 de agosto de 2021 anunció en sus redes sociales que estaba embarazada por segunda vez. Le dio la bienvenida a su hija, Isabella James, el 2 de febrero de 2022.

### Filantropía
En 2014, trabajó como embajadora para Unicef Gran Bretaña y viajó en una misión humanitaria a Nom Pen, Camboya, para participar de la campaña Soccer Aid. El evento quedó registrado en el documental Soccer Aid que se transmitió el 8 de julio de ese año por el canal británico Independent Television.

## Filmografía completa

### Cine
| Cine | Cine                                     | Cine                                    | Cine                                    | Cine          | Cine          |
| Año  | Título                                   | Título                                  | Título                                  | Rol           | Director      |
| Año  | Título original                          | Título en España                        | Título en Hispanoamérica                | Rol           | Director      |
| ---- | ---------------------------------------- | --------------------------------------- | --------------------------------------- | ------------- | ------------- |
| 2009 | Love Me Tender... Or Else (Cortometraje) | Love Me Tender... Or Else               | Love Me Tender... Or Else               | La Chica      | Greg Williams |
| 2011 | Transformers: Dark of the Moon           | Transformers: el lado oscuro de la luna | Transformers: el lado oscuro de la luna | Carly Spencer | Michael Bay   |
| 2015 | Mad Max: Fury Road                       | Mad Max: Furia en la carretera          | Mad Max: Fury Road                      | Angharad      | George Miller |

### Televisión
| 2006 | Victoria's Secret Fashion Show | Ella misma | Fashion Show en Los Ángeles                    |
| 2007 | Victoria's Secret Fashion Show | Ella misma | Fashion Show en Los Ángeles.                   |
| 2008 | Victoria's Secret Fashion Show | Ella misma | Fashion Show en Miami.                         |
| 2009 | Victoria's Secret Fashion Show | Ella misma | Fashion Show en Nueva York.                    |
| 2010 | Victoria's Secret Fashion Show | Ella misma | Fashion Show en Nueva York.                    |
| 2014 | Soccer Aid                     | Ella misma | Documental de Unicef de la campaña Soccer Aid. |

## Premios
| Premios y nominaciones de Rosie Huntington-Whiteley | Premios y nominaciones de Rosie Huntington-Whiteley | Premios y nominaciones de Rosie Huntington-Whiteley | Premios y nominaciones de Rosie Huntington-Whiteley | Premios y nominaciones de Rosie Huntington-Whiteley | Premios y nominaciones de Rosie Huntington-Whiteley |
| Año                                                 | Premios                                             | Categoría                                           | Trabajo nominado                                    | Resultado                                           |                                                     |
| --------------------------------------------------- | --------------------------------------------------- | --------------------------------------------------- | --------------------------------------------------- | --------------------------------------------------- | --------------------------------------------------- |
| 2011                                                | Teen Choice Awards Edición 2011                     | Choice Summer Movie Star: Female                    | Transformers: el lado oscuro de la luna             | Nominada                                            |                                                     |
| 2011                                                | Spike Guys' Choice Awards                           |                                                     |                                                     |                                                     |                                                     |
| 2011                                                | CinemaCon                                           | Estrella femenina del mañana                        | Transformers: el lado oscuro de la luna             | Ganadora                                            |                                                     |
| 2012                                                | Premios Razzie 32.ª edición                         | Peor actriz de reparto                              | Transformers: el lado oscuro de la luna             | Nominada                                            |                                                     |
| 2012                                                | Premios Razzie 32.ª edición                         | Peor pareja (con Shia LaBeouf)                      | Transformers: el lado oscuro de la luna             | Nominada                                            |                                                     |
| 2012                                                | Premios Razzie 32.ª edición                         | Peor reparto                                        | Transformers: el lado oscuro de la luna             | Nominada                                            |                                                     |

### Premios Spike Guys
| Año  | Resultado |
| ---- | --------- |
| 2011 | Ganadora  |